# 猫田記念体育館

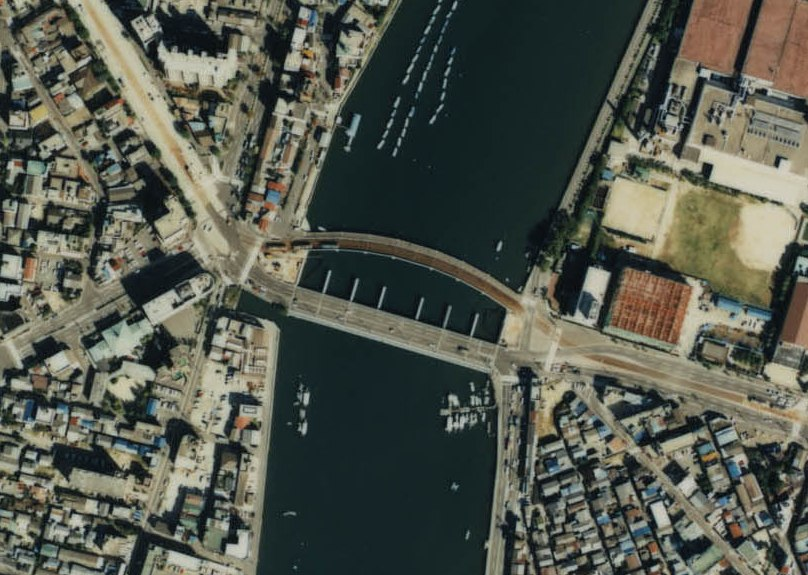
1988年。。施工中の体育館が右側に見える。

猫田記念体育館（ねこだきねんたいいくかん）は、広島県広島市南区にあるバレーボール専用体育館。

## 概略
広島市に本拠地をもつバレーボールチーム広島サンダーズの本拠地である。
1989年、広島生まれでサンダーズの前身である専売広島に所属した世界一のセッター・猫田勝敏の偉業を記念して、日本専売公社（現JT）広島地方専売局局舎跡地に建設された。館内には、猫田の活躍を紹介するギャラリーがある。隣には同時期に建設されたサンダーズの合宿所がある。
1996年に開かれたひろしま国体バレーボール競技の会場にもなった。
ちなみに同敷地内のJT広島工場は2004年3月に閉鎖し、ゆめタウン広島となっている。

## アクセス
- 広島駅より広島電鉄路面電車の5号線・比治山下経由宇品行に乗車し「皆実町6丁目」停留所下車、徒歩2分